# Godina zmaja
Godina zmaja debitantski je studijski album hrvatskog rock sastava Psihomodo pop. Album je krajem 1988. godine objavila diskografska kuća Jugoton.
Album je sastavu osigurao vodeće mjesto na tadašnjoj rock sceni. S albuma se izdvaja mnogo poznatih hitova, no najpoznatiji "Ja Volim Samo Sebe" posebno se isticao, te je u nekoliko časopisa proglašena hrvatskom pjesmom godine.

## Popis pjesama
| 1. | »Kad Sam Imao 16«     |               | Smiljan Paradiš | 5:00 |
| 2. | »Nebo«                | Davor Gobac   | Gobac           | 3:07 |
| 3. | »Ja Sam«              | Gobac         | Gobac           | 3:15 |
| 4. | »Frida«               | Davor Slamnig | Slamnig         | 3:35 |
| 5. | »Nema Nje (Zauvijek)« | Gobac         | Neven Kepeski   | 2:44 |
| 6. | »Hej, Djevojko«       | Gobac         | Johnny Ramone   | 2:30 |

| Druga strana | Druga strana            | Druga strana | Druga strana   | Druga strana | Druga strana | Druga strana | Druga strana | Druga strana | Druga strana |
| Br.          | Skladba                 | Tekstopisac  | Skladatelj     | Trajanje     |              |              |              |              |              |
| ------------ | ----------------------- | ------------ | -------------- | ------------ | ------------ | ------------ | ------------ | ------------ | ------------ |
| 7.           | »Ja Volim Samo Sebe«    | Gobac        | Paradiš        | 3:53         |              |              |              |              |              |
| 8.           | »Ramona«                | Gobac        | Ramone         | 2:38         |              |              |              |              |              |
| 9.           | »Telegram Sam«          | Gobac        | Marc Bolan     | 3:42         |              |              |              |              |              |
| 10.          | »Rano Jutro«            | Gobac        | Lou Reed       | 2:44         |              |              |              |              |              |
| 11.          | »Ona Vrišti Da Voli Me« | Gobac        | Saša Radulović | 3:03         |              |              |              |              |              |
| 12.          | »Leteći Odred«          | Gobac        | Gobac          | 3:50         |              |              |              |              |              |
| 13.          | »Zelengaj 07.04.88.«    |              |                | 0:36         |              |              |              |              |              |
| 41:21        |                         |              |                |              |              |              |              |              |              |

## Zasluge
Psihomodo pop
- Davor Gobac – vokali, gitara, dizajn
- Saša "Sale "Radulović – akustična gitara, gitara i vokali
- Tigran "Tigi" Kalebota – bubnjevi
- Vlatko "Brada" Ćavar – gitara, usna harmonika, prateći vokali
- Smiljan "Šparka" Paradiš – gitara, prateći vokali
- Jurij "Kuzma" Novoselić  – saksofon, klavijature

Dodatni glazbenici
- Toni "Roža" Markolini – sintisajzer, glasovir (na pjesmama 2 i 3)
- Lucia Marinković – prateći vokali (na pjesmama 4, 5, 7, 9)
- Suzi Marinković – prateći vokali (na pjesmama 4, 5, 7, 9)
- Massimo Savić – prateći vokali (na pjesmama 6 i 10)
- Krešimir "Klema" Klemenčić – sintisajzer (na pjesmi 7)
- Goran Pirš – vokali (na pjesmi 7)
- Šime "Kopi" Kopola – bubnjevi, udaraljke (na pjesmi 9)

Ostalo osoblje
- Ivan "Piko" Stančić – produciranje, dizajn
- Dragan "Sumo" Čačinović – snimanje
- Radislav "Gonzo" Jovanov – dizajn, fotografija